# Lijst van grotten
Dit is een incomplete lijst van grotten in diverse landen die veelal te bezoeken zijn:

## Argentinië
- Cueva de las Manos

## België
- Grotte de l'Abîme (Comblain-au-Pont)
- Grotten van Han
- Grotten van Hotton
- Grotten van Floreffe
- Grotten van Remouchamps
- Grotten van Sainte-Anne te Tilff
- Grot van Lorette-Rochefort
- Grot van Spy

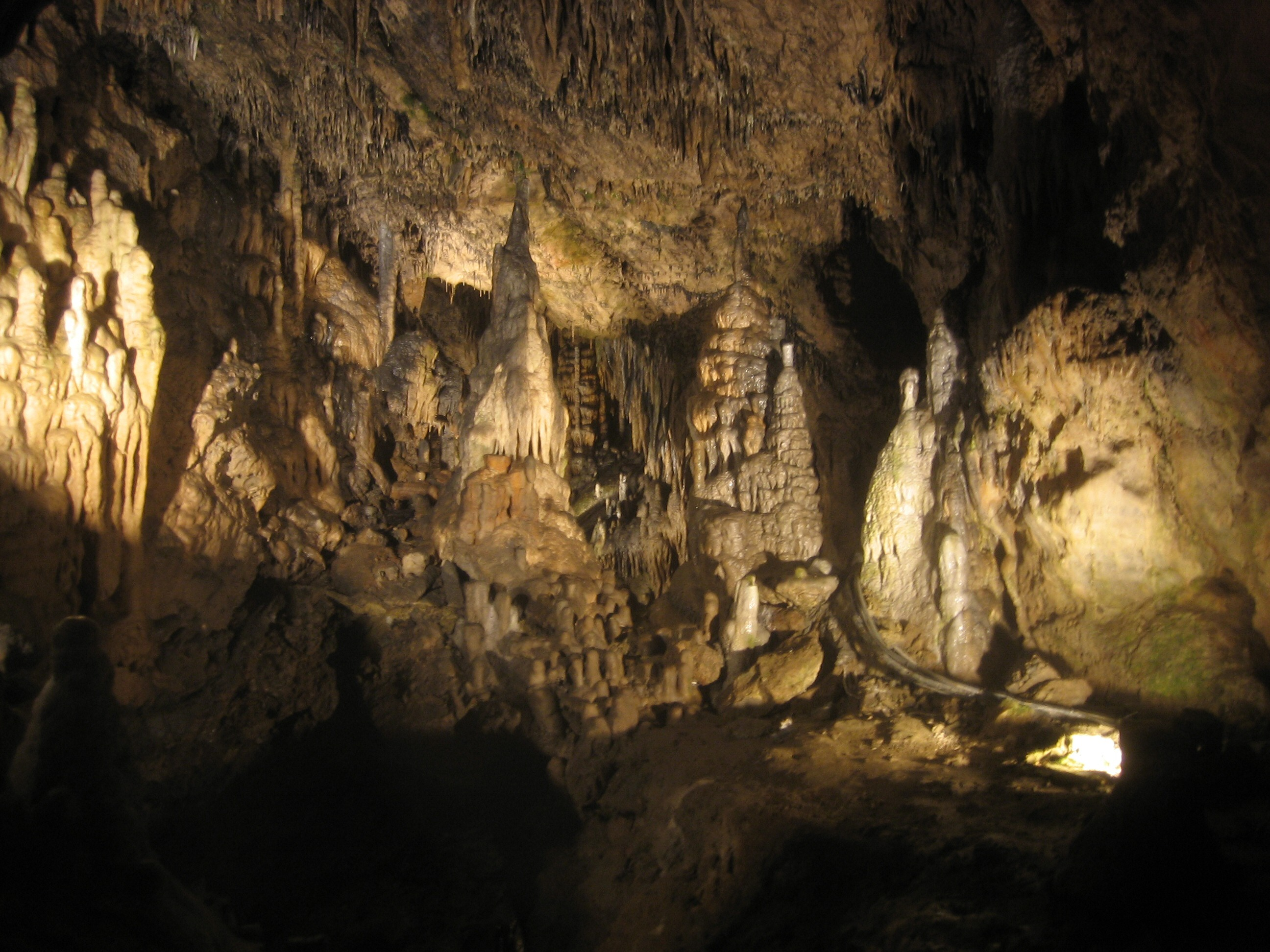
Grotten van Han, België

- Grotten van Neptunus ("L'Adugeoir")
- Grot van Dinant ("La Merveilleuse")
- Grotten van Folx-les-Caves
- Grot van Ramioul
- Grotten van Lustin en Belvédère van de Rochers de Frêne
- Grotten van Pont d'Arcole

## Brazilië
- Gruta Rei do Mato

## Bulgarije
- Batsjo Kirogrot
- Ledenika
- Oechlovitsa

## China
- Grotten van Longmen
- Longyougrotten
- Mogaogrotten
- Yulingrotten
- Grotten van Yungang
- Zhoukoudian

## Duitsland

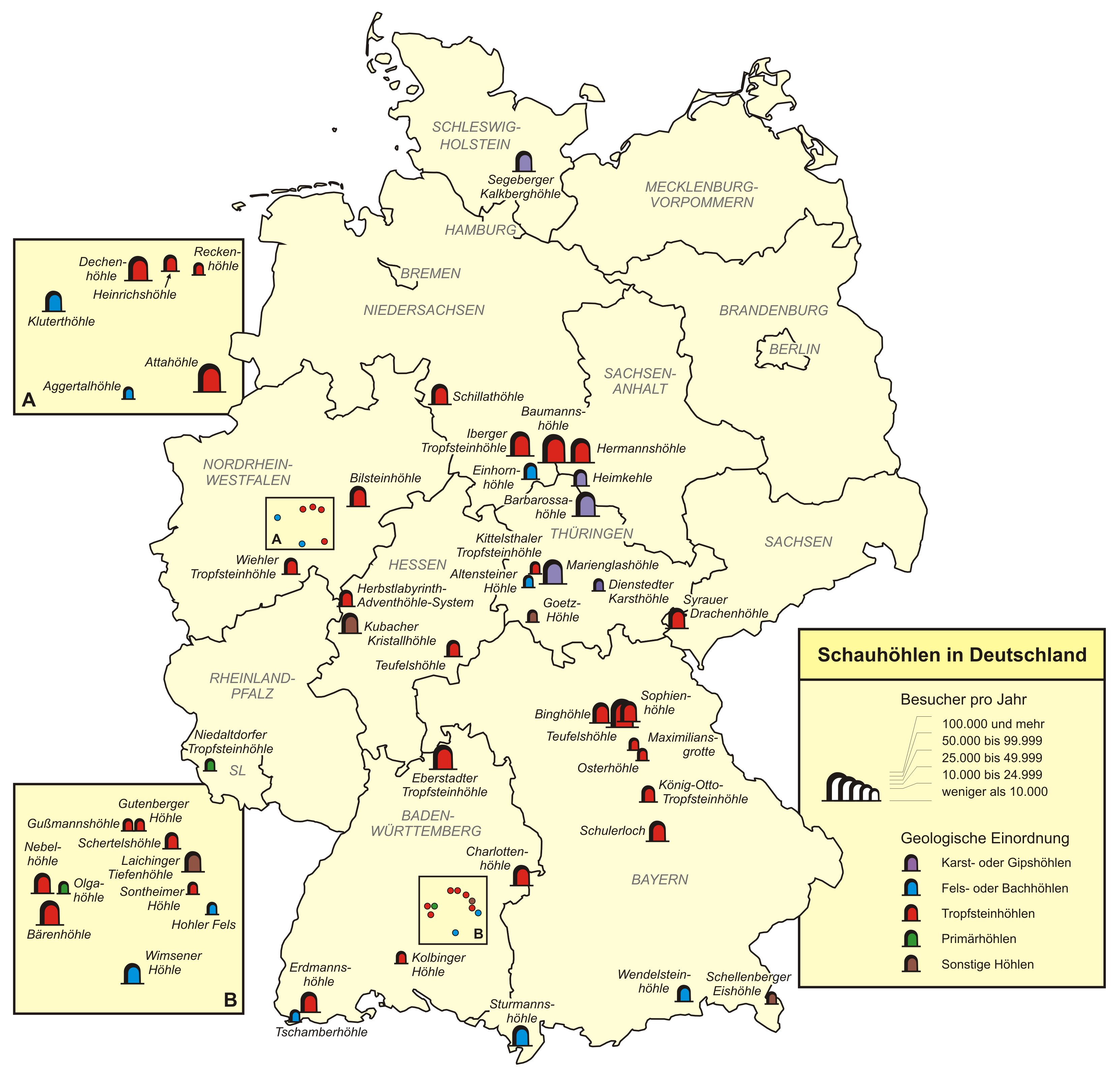
Te bezichtigen grotten in Duitsland

- Dechenhöhle
- Balver Höhle
- Attagrot

## Frankrijk
- Grotten van de Dordogne
- Lijst van grotten in Frankrijk

## Georgië
- Kroeberagrot, de diepste grot ter wereld met een diepste punt op ruim 2200 meter onder de oppervlakte.
- Grot van Nieuw Athos, met een inhoud van 1.000.000 m³ is het een van de grootste grotten ter wereld

## Hongarije
- Baradlagrot

## Italië
- Grotta della Pietrosa (Palmi)
- Grotte di Pignarelle (Palmi)
- Grotte di Frasassi (Marche)

## Kroatië
- Blauwe Grot (Biševo)

## Nederland

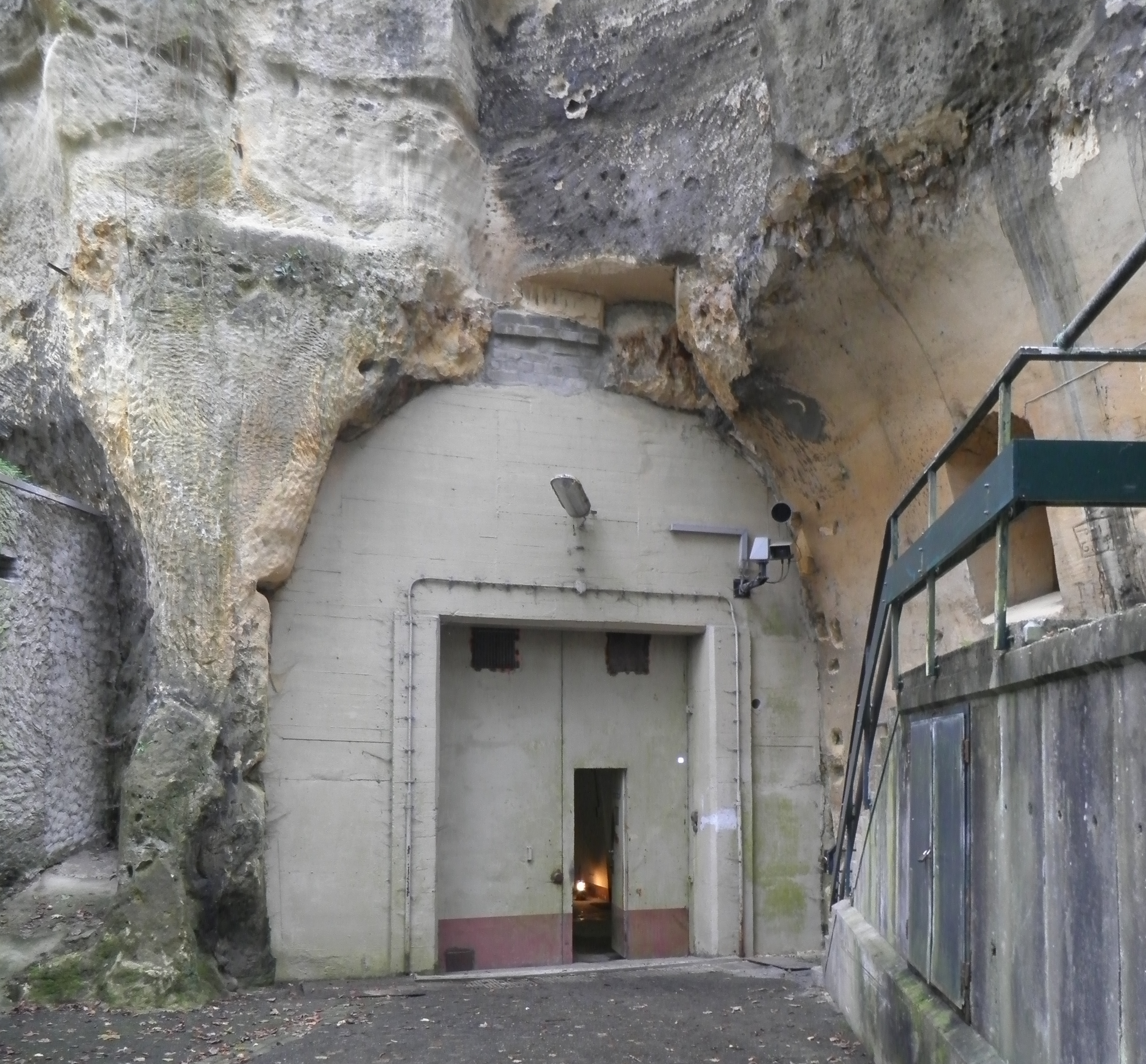
Ingang van de groeve, NAVO-hoofdkwartier Cannerberg, Nederland

Nederland kent geen grotten, maar wel ondergrondse mijngangen waar onder andere steenkool (Zuid-Limburgs steenkoolbekken) en kalksteen (Limburgse mergelgroeven) werd gewonnen. Een aantal van deze gangenstelsels is als "grot" aangeduid, waaronder:
- Duivelsgrot (Maastricht)
- Jezuïetengrot (Maastricht)
- NAVO-grot (Maastricht)
- Grotten Noord (Maastricht)
- Grotten Zonneberg (Maastricht)
- Gemeentegrot (Valkenburg)
- Fluweelengrot (Valkenburg)
- Grottenaquarium Valkenburg
- Geulhemmergrot en de Grotwoningen van Geulhem (Geulhem)

Daarnaast zijn er een aantal door mensen aangelegde grotwoningen en Lourdesgrotten.

## Slovenië
- Grotten van Škocjan
- Grotten van Postojna

## Slowakije
- Dobšinská-ijsgrot
- Domica

## Spanje
- Altamira
- Grotten van Drac of Drach, Mallorca
- Cueva de Las Grajas
- Grotte Casteret
- Torca del Cerro del Cuevon (−1589 m)
- Sima de la Cornisa (−1507 m)
- Sistema del Trave (−1441 m)
- Pozo Madejuno (−1255 m)

## Tsjechië
- Lipová-Lázně

## Verenigde Staten
- Nationaal park Carlsbad Caverns
- Mammoth Cave National Park

## Zuid-Korea
- Seokguramgrot en de Bulguksatempel